# Мазановский сельсовет
Маза́новский сельсове́т — сельское поселение в Мазановском районе Амурской области.
Административный центр — село Мазаново.

## История
Мазановский сельсовет образован в 1922 году.
3 декабря 2004 года в соответствии с Законом Амурской области № 384-ОЗмуниципальное образование наделено статусом сельского поселения.

## Население
| 2002 | 2010 | 2011 | 2012 | 2013 | 2014 | 2015 |
| ---- | ---- | ---- | ---- | ---- | ---- | ---- |
| 717  | ↗719 | ↘715 | ↘713 | ↘712 | ↗714 | ↘691 |
| 2016 | 2017 | 2018 | 2021 |      |      |      |
| ↘666 | ↘659 | ↘641 | ↘388 |      |      |      |

## Состав сельского поселения
| № | Населённый пункт | Тип населённого пункта       | Население |
| - | ---------------- | ---------------------------- | --------- |
| 1 | Мазаново         | село, административный центр | ↘388      |